# Panda Dub
Panda Dub est un musicien, producteur et beatmaker français, originaire de Lyon.

## Biographie
Adolescent, Panda Dub prend des cours de piano et évolue en tant que bassiste de heavy metal dans un groupe formé avec des amis du collège,. Sa sœur lui fait par la suite découvrir le groupe lyonnais High Tone,. Il se met à écouter d'autres groupes de la scène dub lyonnaise, dont Kaly Live Dub et Le Peuple de l'herbe.
À partir de 2004, il commence à composer de la musique sur son ordinateur et adopte son nom de scène Panda Dub pour publier ses premiers sons. Ceux-ci sont d'abord postés en libre accès sur Internet, avant d'être publiés sur le site du label français ODGProd. Panda Dub lance sa véritable carrière musicale en 2007 et participe à son premier concert en 2008 au sein de la région lyonnaise.
Le musicien sort six albums chez ODGProd, pour la plupart disponibles en libre téléchargement. Après la parution de Psychotic Symphony en janvier 2013, Panda Dub entame une tournée de presque deux ans, suivie de trois mois de voyages et de trois autres mois de composition musicale. En avril 2015, il publie l'album à prix libre The Lost Ship sur le site d'ODGProd.
En mars 2017 sort l'album Shapes and Shadows. En janvier 2019, il annonce la parution d'un nouvel album, Horizons, qui sort finalement en mai. En juillet de la même année, il participe au Festival de la Paille de Métabief Le 23 mars 2020, il participe au premier festival de dub en ligne.
Panda Dub a été annoncé à la programmation du Festival Couleur Café à Bruxelles en juin 2021, ainsi qu'à celle de l'édition 2021 du festival Au Foin de la Rue de Saint-Denis-de-Gastines en juillet 2021.

## Style musical
Panda Dub est un musicien autodidacte, qui décrit son dub comme étant « assez varié. Parfois brutal, parfois smooth, ou plus ethnique, mais toujours très électronique. » Ses influences comportent d'autres artistes de dub français et anglais, dont le groupe lyonnais High Tone, mais aussi la house, la trap et la bass music,. Il dit aussi apprécier les musiques ethniques, en particulier les musiques orientale et indienne. Télérama considère l'artiste comme la « nouvelle figure de proue de la scène dub indépendante française », tandis que Le Dauphiné libéré l'a décrit comme « l'un des talents les plus sûrs de la scène dub hexagonale ».

## Discographie
- Born 2 Dub (2005)
- Archives (2007)
- Bamboo Roots (2007)
- Black Bamboo (2010)
- Antilogy (2011)
- Subcontraire (2012)
- Psychotic Symphony (2013)
- The Lost Ship (2015)
- Shapes and Shadows (2017)
- Horizons (2019)